# Азалия Эмма Пит
Азалия Эмма Пит (3 сентября 1887, Уэбстер, Нью-Йорк — 21 сентября 1973, Ашвилл, Северная Каролина) — американская миссионерка и педагог, работавшая в Японии. Во время Второй мировой войны она была «одинокой диссиденткой», «одной из очень немногих белых американцев», выступавших против заключения в тюрьму американцев японского происхождения. Она преподавала студентам лагерей для интернированных в Айдахо и Орегоне.

## Ранняя жизнь и образование
Пит родилась в Вебстере, штат Нью-Йорк, в семье Джеймса Клинтона Пита и Мэрион Килер Грин Пит. Она окончила Колледж Смит в 1910 году. Во время учёбы она была членом «Восточного общества» вместе с первым азиатским студентом Смита Тей Ниномия. Пит училась в аспирантуре Бостонского университета в начале 1920-х годов и получила степень магистра в 1923 году. Название её магистерской диссертации — The application of certain American labor legislation to the industrial life of Japanese women and children («Применение некоторых американских трудовых законов к производственной жизни японских женщин и детей»).

## Карьера
Пит стала миссионеркой в 1916 году, после того, как её овдовевший отец снова женился и отплыл в Токио под эгидой Генесейской конференции методистской епископальной церкви. Она работала в школах от детского сада до средней школы в Кагосиме с 1917 по 1921 год. С 1923 по 1927 год она обучала женщин и девушек в общежитии в Фукуоке, готовя их к получению высшего образования. Женское зарубежное миссионерское общество купило и отправило Пит в Фукуоку пианино. В 1927 году она руководила двумя детскими садами в Хакодате. С 1928 по 1929 год она была в отпуске в США по состоянию здоровья. С 1929 по 1935 год и с 1936 по 1941 год она снова преподавала в Японии, вплоть до Второй мировой войны, когда она была эвакуирована вместе с другими американскими гражданами.
В Соединённых Штатах она работала с семьями японских иммигрантов и студентами в Орегоне. Она дала показания перед Специальным комитетом Investigating National Defense Migration, выразив своё несогласие с заключением под стражу японцев и американцев японского происхождения, жителей Западного побережья. «Прогрессивные христиане, такие как Пит, были среди немногих несогласных», — отмечал буддийский учёный Дункан Рюкен Уильямс. Историк Эллен Айзенберг заметила, что, в отличие от священнослужителей в других городах, «Пит говорила от своего собственного лица, без какой-либо организационной поддержки».
Как и некоторые другие бывшие миссионеры, обладающие полезными языковыми, педагогическими и культурными навыками, Пит работала в лагерях для интернированных в Ниссе, штат Орегон и Минидоке, штат Айдахо, в основном поддерживая студентов-подростков в их подготовке к поступлению в колледж. Она вернулась в Японию с 1946 по 1953 годы, чтобы помочь в послевоенном восстановлении. В 1953 году за всю свою службу она была награждена правительством Японии Орденом Священного сокровища (5-й степени).

## Публикации
- «Pinafores and the King’s Daughters» (1919)[21]
- «Fragments from a Devotional Diary» (1935)[22]

## Личная жизнь
Пит жила в Рочестере, штат Нью-Йорк, после того как ушла с миссионерской деятельности. В 1961 году она переехала в дом престарелых в Ашвилле, Северная Каролина; умерла там в 1973 году в возрасте 86 лет. Её документы, включая фотографии, дневники и переписку, находятся в Колледже Смит.